# Jenny Klitch
Jenny Klitch (19 aprile 1965) è un'ex tennista statunitense.

## Carriera
In carriera ha raggiunto una finale nel singolare al Brasil Open nel 1986. Nei tornei del Grande Slam ha ottenuto il suo miglior risultato raggiungendo il terzo turno nel singolare all'Open di Francia nel 1984.

## Statistiche

### Singolare

#### Finali perse (1)
| Numero | Anno             | Torneo                 | Superficie  | Avversaria in finale | Punteggio |
| 1.     | 15 dicembre 1986 | Brasil Open, San Paolo | Terra rossa | Vicki Nelson         | 2-6, 6-7  |